# Крапивное (Нежинский район)
Крапивное (укр. Кропивне) — село в Нежинском районе Черниговской области Украины. Население 648 человек (2001 год), 542 человека (2024 год). Занимает площадь 1,32 км².
Код КОАТУУ: 7423383202. Почтовый индекс: 16634. Телефонный код: +380 4631.

## Власть
Орган местного самоуправления — Григоро-Ивановский сельский совет. Почтовый адрес: 16633, Черниговская обл., Нежинский р-н, с. Нежинское, ул. Ленина, 125.